# Заслужений працівник промисловості України
Заслужений працівник промисловості України — державна нагорода України — почесне звання України, яке надається Президентом України відповідно до Закону України «Про державні нагороди України». Первісна назва — заслужений працівник промисловості Української РСР. Спочатку звання надавалося Президією Верховної Ради УРСР.
Згідно з Положенням про почесні звання України від 29 червня 2001 року, це звання надається:
|  | працівникам підприємств, об'єднань, науково-дослідних і проектних інститутів, конструкторських бюро і лабораторій, які працюють у відповідних галузях промисловості, за значні успіхи у виконанні виробничих завдань, підвищенні ефективності суспільного виробництва, створенні конкурентоспроможної продукції |

Особи, яких представляють до присвоєння почесного звання «Заслужений працівник промисловості України», повинні мати вищу або професійно-технічну освіту.